# Тарнава-Дольна (Малопольське воєводство)
Тарнава-Дольна (пол. Tarnawa Dolna) — село в Польщі, у гміні Зембжице Суського повіту Малопольського воєводства.
Населення — 1504 особи (2011).
У 1975—1998 роках село належало до Бельського воєводства.

## Географія
Селом протікає річка Тарнавка.

## Демографія
Демографічна структура станом на 31 березня 2011 року:
|          | Загалом | Допрацездатний вік | Працездатний вік | Постпрацездатний вік |
| -------- | ------- | ------------------ | ---------------- | -------------------- |
| Чоловіки | 739     | 150                | 511              | 78                   |
| Жінки    | 765     | 159                | 434              | 172                  |
| Разом    | 1504    | 309                | 945              | 250                  |